# Bauhinia kalantha
Bauhinia kalantha är en ärtväxtart som beskrevs av Hermann August Theodor Harms. Bauhinia kalantha ingår i släktet Bauhinia och familjen ärtväxter. Inga underarter finns listade i Catalogue of Life.